# Georgie Auld

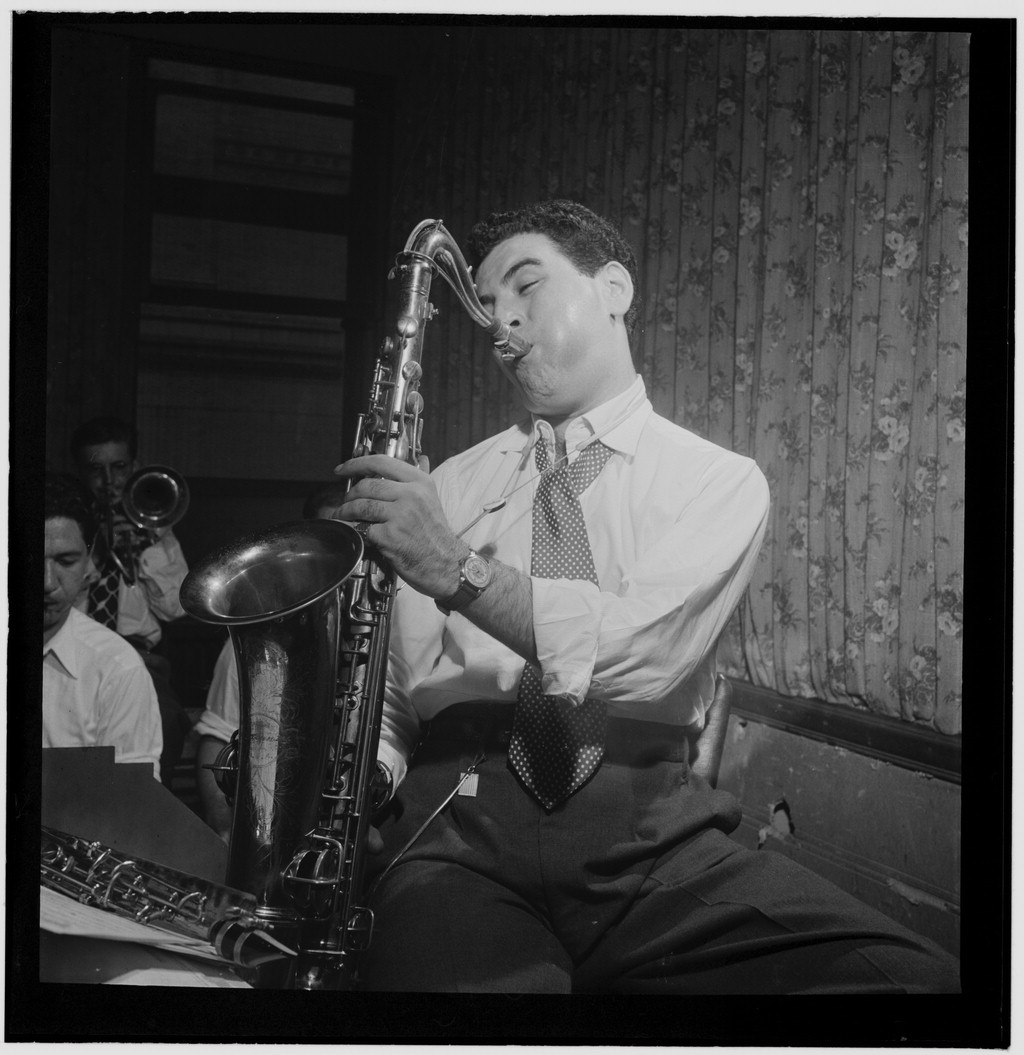
Georgie Auld (1947)

Georgie Auld (Toronto, 19 maggio 1919 – Palm Springs, 8 gennaio 1990) è stato un sassofonista e clarinettista canadese naturalizzato statunitense.

## Filmografia
- New York, New York, regia di Martin Scorsese (1977)